# فرندفش
فرندفش (به سوئدی: Frändefors) یک منطقهٔ مسکونی در سوئد است که در بخش ونسبوری شهرستان وسترا یوتلاند واقع شده‌است. فرندفش ۰٫۸۶ کیلومتر مربع مساحت و ۶۱۳ نفر جمعیت دارد.